# Europaregion Donau-Moldau

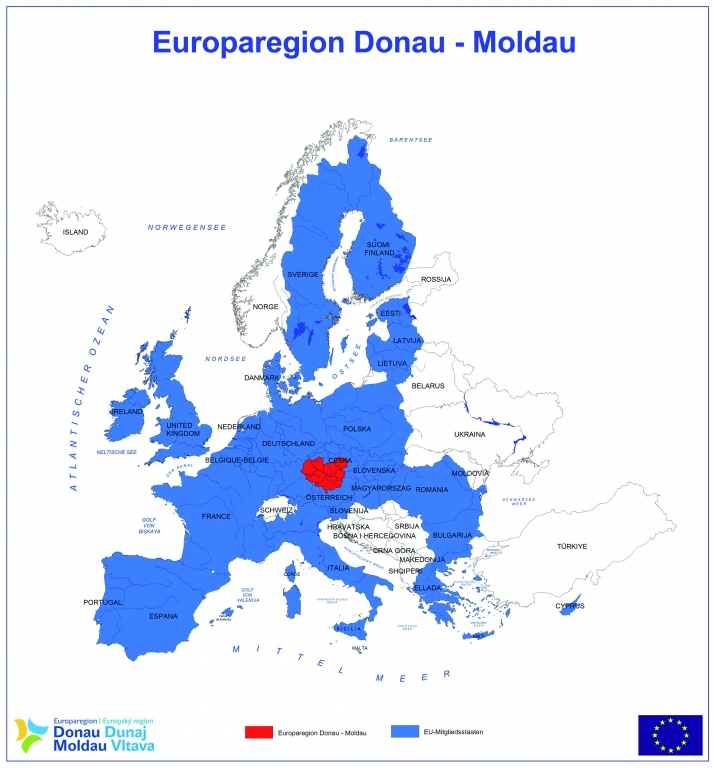
EDM in der Europakarte

Als Europaregion Donau-Moldau (EDM) wird ein trinationaler Zusammenschluss tschechischer, deutscher und österreichischer Regionen beschrieben. Das Gebiet umfasst eine Fläche von in etwa 60.000 km2 mit rund 6 Millionen Menschen.

## Europaregion Donau-Moldau

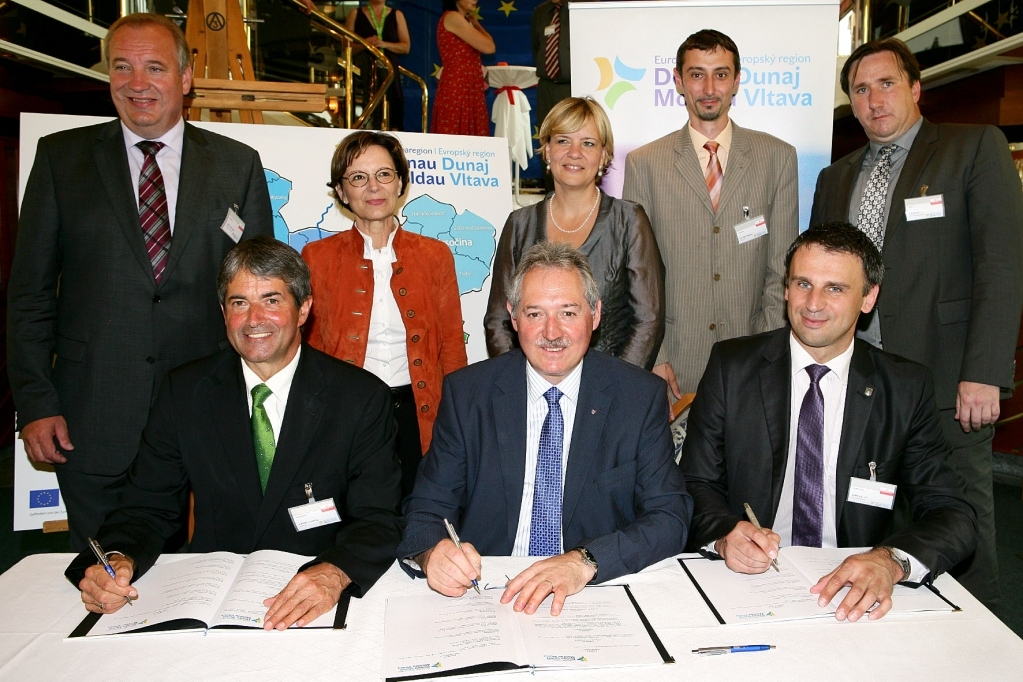
Unterzeichnung der Gründungsurkunde der Europaregion Donau-Moldau in Linz im Jahre 2012

Die wirtschaftliche, soziale und gesellschaftliche Entwicklung in Bayern, Tschechien und Österreich wird seit fast 25 Jahren nicht mehr von Grenzlinien bestimmt. Immer mehr haben sich seither die Grenzregionen einander angenähert und arbeiten an gemeinsamen Projekten, zum Beispiel in den Bereichen Wirtschaft, Tourismus, Kultur, Soziales oder Bildung. Für die beteiligten Kommunen und Teilregionen ist es gewinnbringend, die Nachbarn einzubeziehen, auch wenn diese in einem anderen Land zu Hause sind. So wurden im Laufe der Jahre Netzwerke über die Grenzen hinweg aufgebaut und die Attraktivität der Region gesteigert. Die Vielzahl der in den letzten Jahren gemeinsam umgesetzten Projekte zeugt von dem ausgeprägten Interesse an der Kooperation mit den Nachbarregionen. Im Rahmen einer Europaregion können gemeinsame Vorhaben und Projekte noch effizienter und enger abgestimmt bearbeitet werden. Sieben Regionen im Dreiländereck Tschechien, Deutschland und Österreich haben daher am 30. Juni 2012 die Europaregion Donau-Moldau gegründet.

## Mitglieder

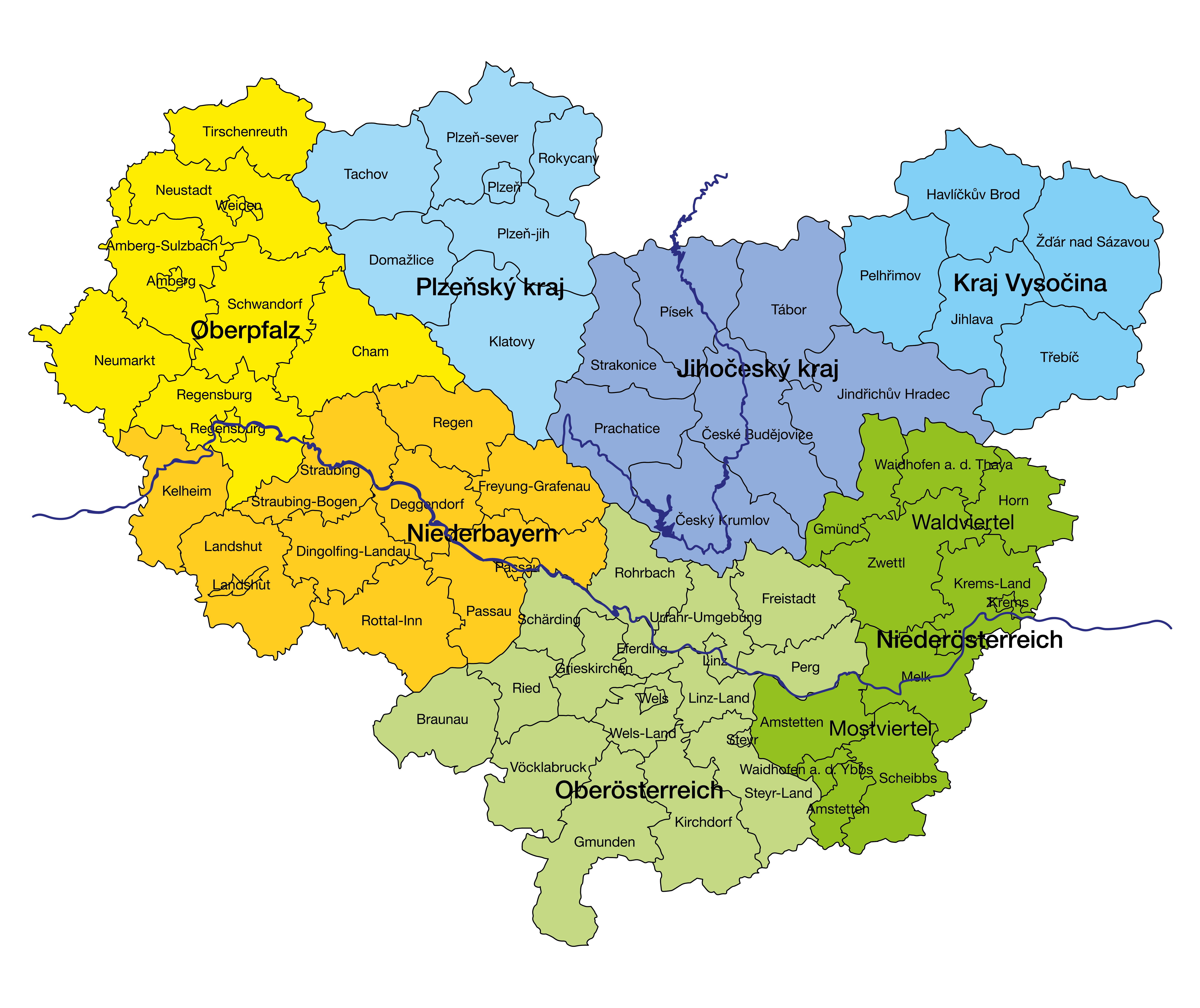
Gebiet der Europaregion Donau-Moldau

Die Europaregion Donau-Moldau ist ein trilateraler Zusammenschluss in Form einer politischen Arbeitsgemeinschaft der sieben Partnerregionen:
- Oberösterreich,
- Niederösterreich (die Regionen Most- und Waldviertel),
- Niederbayern,
- Oberpfalz,
- Region Pilsen,
- Region Südböhmen
- Region Vysočina.

## Ziele

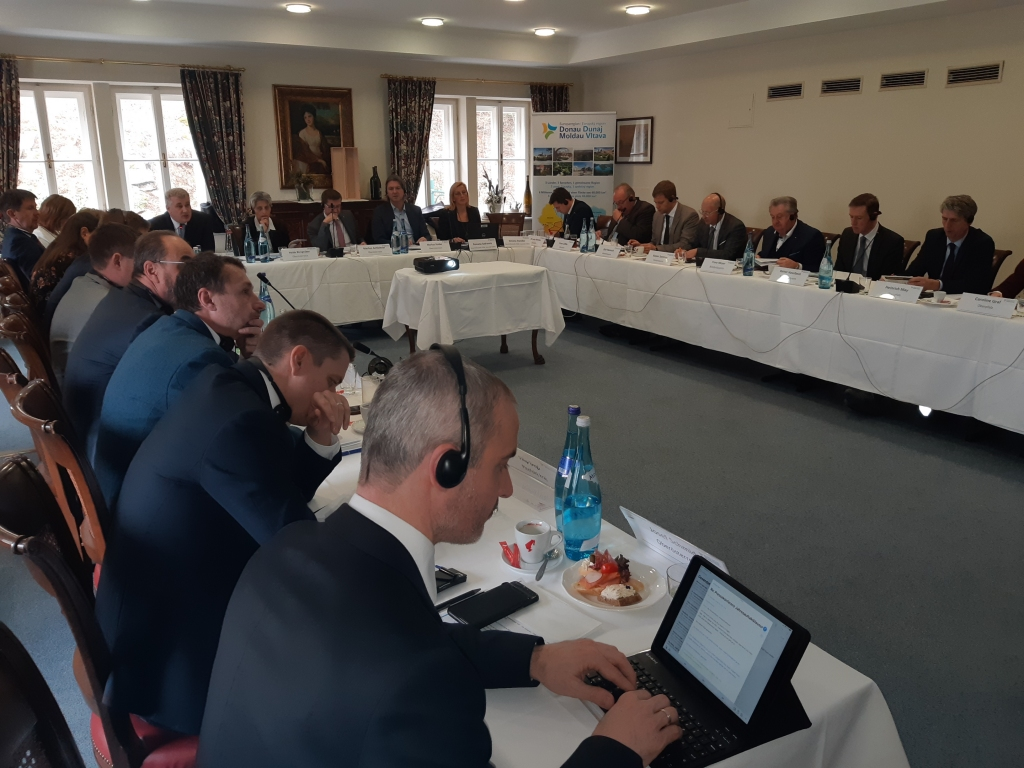
Präsidiumssitzung der EDM

Die Partnerregionen wollen durch ihre trilaterale Zusammenarbeit die Europaregion Donau-Moldau gestalten als:
- eine Region mit Zukunft für die Menschen,
- einen attraktiven Lebens- und Wirtschaftsraum zwischen anderen Metropolregionen/Ballungsräumen,
- einen starken Partner der europäischen Politik,
- eine lernende und dynamische Region.

Weiterhin wollen alle beteiligten Regionen:
- die Zukunft der EDM gemeinsam entwickeln und gestalten,
- einen intakten Lebens-, Natur- und Kulturraum gemeinsam erhalten und stärken,
- Forschungs- und Bildungsmöglichkeiten durch Zusammenarbeit von Universitäten und Schulen ausbauen,
- attraktive Arbeitsplätze durch Zusammenarbeit der Unternehmen schaffen,
- wettbewerbsfähige Unternehmen durch Kooperation von Politik und Verwaltungen unterstützen.

## Inhaltliche Arbeit

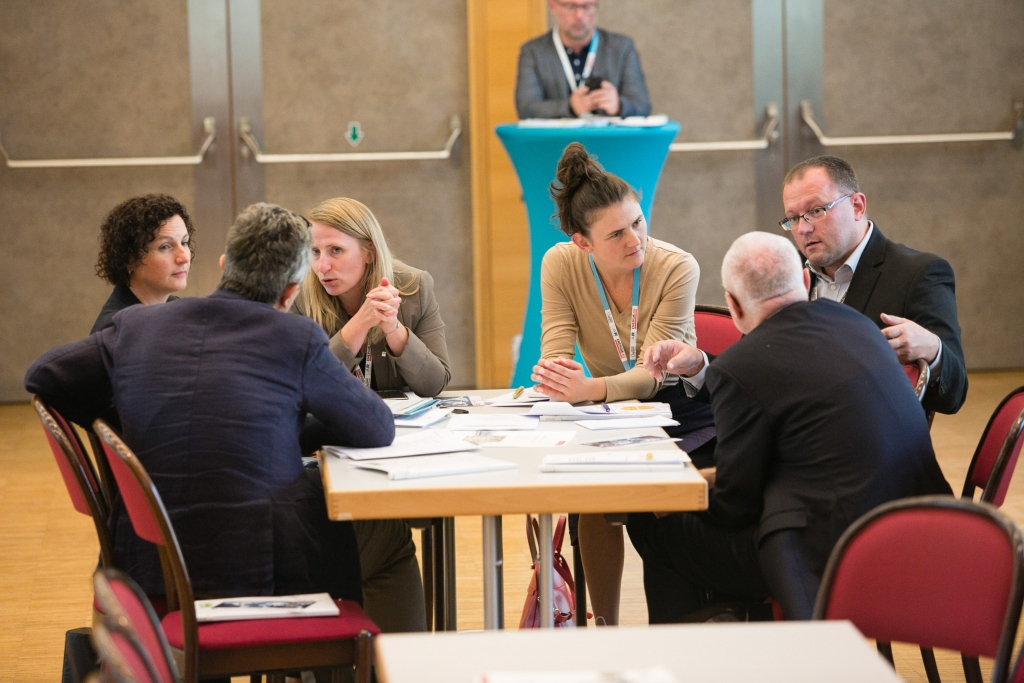
Diskussion im Rahmen der Fachkonferenz zum Thema Industrie 4.0

Ab dem Jahr 2019 widmet sich die EDM der neuen mittelfristigen strategischen Ausrichtung unter dem Motto „EDM – Raum für Gesellschaft 4.0“ mit den Unterthemen Industrie 4.0, Gesundheit und Tourismus.
In jedes Unterthema sind Experten aller sieben EDM-Regionen eingebunden. Ihre Aufgabe ist es, auf Basis ihres Fachwissens und ihrer Kontakte konkrete Maßnahmen im Rahmen der EDM-Strategie zu entwickeln.